# Paulos Latu
Pas d'image ? Cliquez ici

a Compétitions nationales et continentales officielles uniquement.

Paulos Latu, né le 23 novembre 1992, est un joueur néo-zélandais de rugby à XIII évoluant au poste d'ailier, de deuxième ligne ou de troisième ligne.

## Biographie
Au cours de sa carrière, il s'est formé en Australie en intégrant la section jeunes de Newcastle puis évolue au second échelon national dans les équipes de Howick, Counties Manukau, Mount Albert et la réserve des Warriors de New Zealand  avant d'opter en 2018 pour Limoux et la France y disputant cette même saison une finale perdue du Championnat de France et une finale perdue de Coupe de France.

## Palmarès
- Collectif :
  - Finaliste du Championnat de France : 2018 (Limoux).
  - Finaliste de la Coupe de France : 2018 (Limoux).